# نبرد بریتانیا (فیلم)
نبرد بریتانیا یک فیلم جنگ جهانی دوم انگلیس در سال ۱۹۶۹ به کارگردانی گای همیلتون و تهیه کنندگی هری سالتزمن و بنجامین فیس است. این فیلم دربارهٔ وقایع نبرد بریتانیا است. در این فیلم بسیاری از بازیگران انگلیس در نقشهایی به عنوان چهره‌های اصلی نبرد حضور دارند، از جمله لورنس اولیویه در نقش سر هیو داوودینگ و تروور هاوارد در نقش کیت پارک. همچنین در این فیلم مایکل کین، کریستوفر پلامر و رابرت شاو بازی کردند. فیلمنامه جیمز کناوی و ویلفرد گریتورکس براساس کتاب حاشیه باریک نوشته درک وود و درک دمپستر ساخته شده‌است.

## داستان فیلم
در خلال نبرد فرانسه در ژوئن ۱۹۴۰، خلبانان RAF قبل از حمله رعد آسا آلمان یک فرودگاه کوچک را تخلیه می‌کنند. خلبانان، به همراه ارتش انگلیس و فرانسه، دقیقاً هنگام ورود هواپیماهای آلمانی، آنجا را ترک می‌کنند و یک حمله سنگین انجام می‌شود. رئیس هواپیمایی RAF، مارشال هیو داوودینگ (لورنس اولیویه)، با درک اینکه حمله قریب‌الوقوع به انگلیس در راه است و برای مقابله با آن نیاز به هم هواپیما و هواپیمابر دارد، هواپیماهای اضافی را که در فرانسه مستقر می‌شوند، متوقف می‌کند تا آنها برای دفاع از انگلیس در دسترس باشند. در صحنه دراماتیک بعدی، غیرنظامیان فرانسوی با ناامیدی وحشتناک تماشا می‌کنند که کاروان نیروهای آلمانی به فرانسه می‌روند و کنترل را در دست می‌گیرند.
فرماندهان لوفت وافه وقتی فورر به آنها اطلاع می‌دهد که انگلیسی‌ها «دشمن طبیعی» آنها نیستند و حمله آنها را به تعویق می‌اندازند، تلاش می‌کنند تا توافق‌نامه دیپلماتیک را به تأخیر بیندازند. در سوئیس بی‌طرف، بارون فون ریشتر (کورد یورگنز)، سفیر آلمان، رسماً اصطلاحات جدید صلح را به سر دیوید کلی (رالف ریچاردسون)، همتای انگلیسی خود پیشنهاد کرد و اظهار داشت که ادامه جنگ با «اربابان» اروپا ناامیدکننده است. تلافی شجاعانه کلی، «ما را تهدید نکنید و به ما دیکته نکنید تا وقتی که به سمت وایت هال راهپیمایی کنید … و حتی در این صورت ما گوش نخواهیم داد»، با یک اظهار نظر خصوصی به همسرش مبنی بر اینکه فون ریشتر احتمالاً درست است، دنبال می‌شود. در انگلستان، فرماندهان با به تأخیر انداختن قدرت خود و آموزش مداوم خلبانان و کنترل‌کننده‌های زمینی، خوش شانسی خود را جشن می‌گیرند.
وقتی خلبانان لوفت وافه دستور حرکت به جبهه را می‌گیرند، جایی که نیروها برای حمله به دریا آماده می‌شوند، سرانجام این انتظار پایان می‌یابد. این مبارزات با حمله حمله لوفت وافه در صبح زود در «روز عقاب» آغاز می‌شود. برنامه این است که RAF را قبل از اینکه وقت داشته باشند جنگنده‌های Spitfire و Hurricane خود را راه اندازی کنند، روی زمین نابود کنند.
روز عقاب با حمله به بمب افکن‌های غواصی استوکا به تأسیسات راداری انگلیس بسیار موفق به نظر می‌رسد. دو ایستگاه رادار از کار افتاده و تعدادی از فرودگاه‌های انگلیس آسیب دیده یا از بین رفته‌اند اما تلفات انگلیس نسبتاً سبک است. یک نبرد فرسایشی طاقت فرسا آغاز می‌شود، در حالی که فرودگاه‌های RAF در حالی که به نیروهای حمله کننده صدمه ای سنگین، اما غیر بحرانی وارد می‌کنند، مورد حمله مکرر قرار می‌گیرند.
نبرد بین افسران فرمانده ۱۱ گروه، کیت پارک (ترور هوارد) و ۱۲ گروه، ترافورد لی مالوری (پاتریک ویمارک) به مشکلات RAF اضافه می‌شود. ۱۲ گروه وظیفه محافظت از فرودگاه‌های ۱۱ گروه را دارد در حالی که ۱۱ گروه با دشمن ملاقات می‌کند، اما در حمله پس از حمله ۱۲ هواپیمای گروه هیچ‌کجا دیده نمی‌شوند. Leigh-Mallory که برای ملاقات با داودینگ فراخوانده شد، توضیح می‌دهد که تاکتیک «بال بزرگ» برای شکل‌گیری زمان بر است، در حالی که پارک شکایت دارد که این تاکتیک به سادگی کار نمی‌کند. داودینگ با اشاره به کمبود حیاتی خلبانان، بحث را به پایان رساند و با خستگی اظهار داشت: «ما برای بقا می‌جنگیم و می‌بازیم.»
انواع ترجمه
ترجمه نوشتار
نوشتار مبدأ
۱۷۵۰ / ۵۰۰۰
نتایج ترجمه
نقطه عطف زمانی اتفاق می‌افتد که یک دسته از بمب افکن‌های آلمانی در هوای بد شبانه گم می‌شوند و بمب‌ها را به لندن می‌اندازند. برای تلافی جویی، RAF به برلین حمله می‌کند. اگرچه خسارت ناچیز است، اما یک آدولف هیتلر خشمگین علناً دستور می‌دهد که لندن تسویه شود. هرمان گورینگ (هاین ریس) با اطمینان از پایان جنگ نزدیک می‌شود و شخصاً فرماندهی حمله را به عهده دارد. اولین حمله دامن‌های حمله آنها RAF است که هنوز از فرودگاه‌های خود در جنوب دفاع می‌کنند و بدون مخالفت بمباران می‌کنند. حملات شبانه دنبال می‌شود و لندن می‌سوزد.
یکی از تلخ‌ترین صحنه‌های فیلم در جریان حمله رعد اسا رخ می‌دهد. خلبان جنگنده غیرنظامی اندی مور (ایان مک شین) با مرخصی به خانه می‌آید و از کشف اینکه خانواده اش از محل تخلیه خود به لندن بازگشته اند عصبانی است. او در هنگام حمله با ملاقات آنها در یک پناهگاه، به فرزندان خود هواپیماهای مدل حک شده را هدیه می‌دهد و به همسرش می‌گوید که باید آنها را بلافاصله به کشور بازگرداند. همان‌طور که آنها بحث می‌کنند، یک رئیس ARP با خبر خانواده ای که در خانه ای در آتش سوخت به دام افتاده‌است، می‌رسد. اندی برای کمک می‌رود، اما بعداً برمی گردد تا پناهگاه تخریب شده توسط بمب و خانواده اش را ببیند.
در همین حال، برای تکمیل نیروهای مشترک‌المنافع، RAF در حال تشکیل واحدهایی از خلبانان خارجی است که از کشورهای تحت اشغال آلمان فرار کرده‌اند. مشکل اصلی عدم مهارت انگلیسی زبان آنها است. هنگامی که در یک پرواز آموزشی بود، یک اسکادران نیروی هوایی ارتش آزاد لهستان به‌طور تصادفی به یک پرواز بدون سرنشین بمب افکن‌های آلمانی برخورد می‌کند. آنها با نادیده گرفتن دستورات افسر آموزش انگلیسی خود، یکی یکی پوست خود را از بین می‌برند و با تاکتیک‌های تهاجمی غیرمعمول، چندین بمب افکن را سرنگون می‌کنند. پارک با بالا بردن آنها تا وضعیت عملیاتی به آنها پاداش می‌دهد و باعث می‌شود داودینگ همین کار را برای اسکادران‌های کانادایی و چک نیز انجام دهد.
پارک و داوودینگ ضمن بحث دربارهٔ وقایع روز، سوئیچ آلمان به لندن را بررسی می‌کنند. با مهلت دادن، پارک خاطرنشان می‌کند که او قادر خواهد بود فرودگاه‌های خود را تعمیر کند و اسکادران‌های خود را به قدرت کامل برساند. داودینگ اضافه می‌کند که ۱۲ واحد گروهی در شمال لندن اکنون همه در محدوده قرار دارند، در حالی که جنگنده‌های دشمن در لبه حد فاصل محدوده خود قرار دارند. وی نتیجه می‌گیرد که «روشن کردن لندن می‌تواند بزرگترین اشتباه یک آلمان باشد.»
حمله روزانه بعدی آلمان با واکنش گسترده‌ای روبرو می‌شود. فرمانده بال، ویلوبی (رابرت فلمیانگ) با نادیده گرفتن اظهار داشت که "تشکیل آنها در اتاق عملیات ۱۱ گروه ساخته می‌شود" "این باید به آنها چیزی بدهد که در مورد آنها فکر کنند." جنگنده‌های RAF در گروه‌های بزرگی قرار گرفتند، به‌طور دسته جمعی حمله می‌کنند و حملات آلمان را غالب می‌کنند. ضررهای لوفت وافه اکنون حیاتی است و گورینگ عصبانی می‌شود و دستور می‌دهد جنگنده‌هایش در کنار بمب افکن‌ها بمانند، این حکمی است که خلبانان از آن متنفرند زیرا تحرک لازم برای دور نگه داشتن اسکادران انگلیس از بمب افکن‌های آلمانی را از آنها می‌گیرد. تلفات همچنان در هر دو طرف افزایش می‌یابد.
نبرد اوج‌گیری هوایی ۱۵ سپتامبر ۱۹۴۰ با حضور وینستون چرچیل در اتاق عملیات ۱۱ گروه فرا می‌رسد. در سنگر زیرزمینی، پرسنل کنترل زمینی انگلیس برای مقابله با این حمله گسترده، هر اسکادران را به هوا سفارش می‌دهند. درگیری شدید در آسمان لندن دنبال می‌شود، در حالی که هر دو طرف خسارات زیادی را متحمل می‌شوند. نتیجه چنان گیج است که داودینگ از اظهارنظر دربارهٔ وقایع امتناع می‌ورزد.
روز بعد RAF با نگرانی در انتظار حمله ای است که هرگز فرا نخواهد رسید. به همین ترتیب Luftwaffe از خسارات سنگین دلسرد شده و همچنین منتظر دستورهایی است که هرگز حمله مجدد را از سر نمی‌گیرد. دو توپچی ضدهوایی آلمانی، که قبلاً بندر فرانسه را مملو از کشتی‌های کریگس مارین و بارهای فرود می‌کردند، اکنون حوض بندر خلوت را مشاهده می‌کنند. گورینگ جبهه را ترک می‌کند، فرماندهان خود را به خیانت متهم می‌کند. داودینگ از بالای باغ‌ها و به آسمان نگاه می‌کند جایی که کلمات وینستون چرچیل در صفحه نمایش ظاهر می‌شود: "هرگز در زمینه درگیری‌های انسانی اینقدر مدیون عده زیادی نبود

## نمایش فیلم در ایران
فیلم نبرد بریتانیا برای بار نخست در تاریخ پنجشنبه ۲۸ اسفند ۱۳۴۸ خورشیدی (۸ ژانوبه ۱۹۷۰ میلادی) تحت عنوان برنامه نوروزی ۱۳۴۹، در سینما دیاموند تهران به نمایش درآمد. این فیلم بعد از ایام سوگواری محرم، جایگزین فیلم انگلیسی دختر مسخره در سینما دیاموند شد.